# Gastraphetes

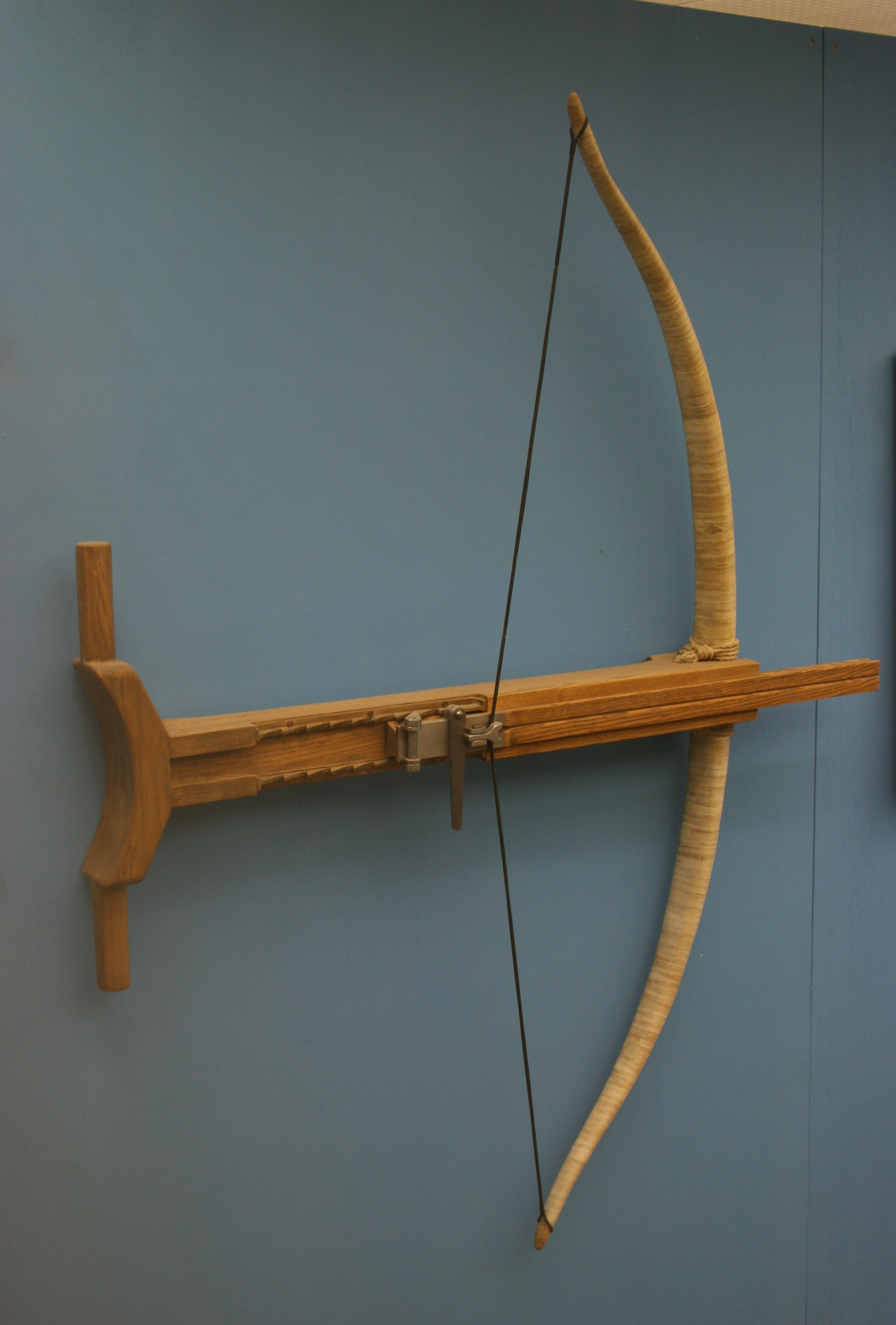
Gastraphetes

Il gastraphetes (dal antico greco γαστραφέτης, traduzione italiana: "arco da pancia") era una balestra usata dagli antichi greci.
Venne descritta nel I secolo d.C. dall'autore greco Erone di Alessandria sul suo lavoro Belopoeica (antico greco Βελοποιικά), che si basa sul precedente lavoro dell'ingegnere greco Ctesibio (circa 285 a.C.-222 a.C.). Erone identifica il gastraphetes come antenato di tutte le catapulte, e pone questa invenzione in data precedente al 421 a.C. Bitone (200 circa a.C.), accredita due avanzate forme di gastraphetes a Zopiro di Taranto. Egli fu un ingegnere pitagorico di Taranto. Costruì la sua arma in occasione dell'assedio di Cuma e Mileto tra il 421 e il 401 a.C., determinando così un dato cronologico dopo il quale l'archetipo del gastraphetes doveva essere già conosciuto.